# Karavelovo, Șumen
Karavelovo (în bulgară Каравелово) este un sat în comuna Nikola Kozlevo, regiunea Șumen,  Bulgaria. 

## Demografie
Componența etnică a satului Karavelovo
     Turci (84,9%)
     Bulgari (6,6%)
     Romi (5,03%)
     Nicio identificare (3,45%)
La recensământul din 2011, populația satului Karavelovo era de 318 locuitori. Din punct de vedere etnic, majoritatea locuitorilor (84,9%) erau turci, existând și minorități de bulgari (6,6%) și romi (5,03%). Pentru 3,45% din locuitori nu este cunoscută apartenența etnică.